# Изобильное (Краснодарский край)
Изобильное — село в Отрадненском районе Краснодарского края.
Входит в состав Рудьевского сельского поселения.

## География
Село расположено в степной зоне, на небольшой реке Грязнушка, в 26 км (по дороге 36 км) от районного центра — станицы Отрадной.

### Улицы
- пер. Восточный,
- ул. Гагарина,
- ул. Горького,
- ул. Ленина.

## История
Хутор Грязнушенский основан в 1910 году, в 1965 году переименован в село Изобильное.

## Население
| 2002 | 2010 |
| ---- | ---- |
| 550  | ↘474 |